# De Havilland DH.108
Il de Havilland DH.108 Swallow fu un aereo da caccia turbogetto sviluppato dall'azienda aeronautica britannica de Havilland Aircraft Company, Ltd negli anni quaranta e rimasto allo stadio di prototipo.
Basato sugli studi del caccia tedesco Messerschmitt Me 163 Komet spinto da un motore a razzo, lo Swallow ne riproponeva le caratteristiche esterne come l'aspetto tozzo caratterizzato dall'ala a freccia di grandi dimensioni e dall'impennaggio monoderiva senza piani orizzontali di coda.
Realizzato in soli tre prototipi, leggermente diversi tra loro e tutti persi in incidenti di volo, non raggiunse mai la maturità per essere prodotto in serie.

## Storia del progetto
Il DH.108 venne progettato nel 1944 inizialmente per valutare la manovrabilità di una simile configurazione in condizioni di bassa velocità e velocità subsonica e trasferire le esperienze acquisite nel progetto dell'aereo di linea Comet, che nella prima configurazione era previsto utilizzasse un impennaggio privo di piani orizzontali. L'Air Ministry emise a questo scopo le specifiche E.1/45 ed E.11/45 e commissionò all'azienda la costruzione di tre prototipi. Per la sua costruzione vennero impiegati la sezione principale della fusoliera ed il motore del de Havilland Vampire. L'abbandono nel Comet dell'idea originale per una soluzione più tradizionale spinse l'azienda a continuarne lo sviluppo per ricavare preziose informazioni del comportamento a velocità supersoniche per pianificare il progetto del successivo caccia ognitempo DH.110.
Pur avendo utilizzato due cellule prelevate dalla linea di produzione dell'English Electric Vampire F 1, l'aspetto dei nuovi due esemplari continuò ad essere quello del prototipo originale anche per l'utilizzo della stessa sezione anteriore della fusoliera che manteneva muso, cabina di pilotaggio ed altre componenti del Vampire. Il Ministry of Supply britannico battezzò il DH.108 con il nome "Swallow" (in italiano Rondine) che però non venne mai ufficialmente adottato dalla de Havilland.
La nuova ala di costruzione metallica aveva un angolo di freccia di 43˚ con una superficie alare approssimativamente maggiore del 15% di quella standard utilizzata dal Vampire. Il controllo del velivolo era basato su un timone tradizionale abbinato ad elevoni (che funzionavano in parte da alettoni ed in parte da equilibratori), posti esternamente ai flap. Benché fosse stata mantenuta la fusoliera del Vampire, a causa dello sviluppo successivo venne realizzato un muso rivisto e razionalizzato, dotato di un tettuccio rinforzato.

### Prove di volo

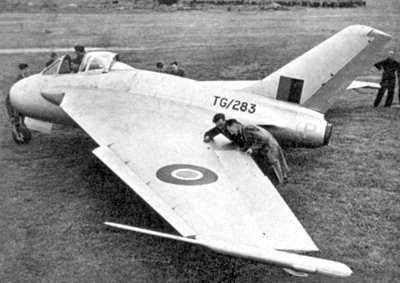
Il primo prototipo del DH 108 Swallow, numero di serie TG283, ad Hatfield il 30 maggio 1946.

Il primo prototipo del DH.108, numero di serie TG283, che utilizzava la fusoliera del Vampire ed una freccia alare di 43°, venne portato in volo per la prima volta il 15 maggio 1946. Realizzato per valutarne il comportamento a bassa velocità venne portato solamente sino ai 280 mph (451 km/h). Nel 1946 il capo pilota collaudatore ufficiale della de Havilland, Geoffrey de Havilland Jr., figlio del proprietario e progettista dell'azienda Geoffrey de Havilland, compì un volo dimostrativo con il DH.108 durante il Society of British Aircraft Constructors (SBAC) airshow a Radlett. In un successivo volo a bassa velocità realizzato per testare la pulizia aerodinamica della parte posteriore della fusoliera ad alti angoli d'attacco, il primo prototipo venne modificato adottando il più lungo carrello d'atterraggio del Sea Vampire.
Il secondo prototipo da alte prestazioni, il TG306, dotato di un'ala a freccia di 45° che incorporava sul bordo d'attacco dell'ala gli slat automatici della Handley Page e spinto da un turbogetto de Havilland Goblin 3, venne portato per la prima volta in volo nel giugno 1946. Le modifiche introdotte riguardavano un ulteriore affinamento della linea, un muso ulteriormente allungato ed un tettuccio rinforzato da un'intelaiatura metallica di dimensioni ridotte ottenuto grazie anche al posto di pilotaggio più basso. Benché fosse utilizzato per testarne la maneggevolezza ad alta velocità, il 27 settembre 1946 il TG 306 accusò un catastrofico cedimento strutturale occorso durante una picchiata dalla quota di 10 000 ft (3 050 m) alla velocità di Mach 0,9. Precipitato sulla foce del Tamigi il pilota, Geoffrey de Havilland Jr., rimase ucciso nell'incidente. Le prove effettuate precedentemente nella galleria del vento evidenziarono dei potenziali comportamenti pericolosi in volo, ma non le oscillazioni di beccheggio che si verificarono inaspettatamente. La successiva indagine sull'accaduto scoprì che la causa era da attribuire ad un cedimento strutturale che avvenne quando la velocità relativa salì a Mach 0.9. In seguito ad un movimento di beccheggio si verificò uno stallo da onda d'urto (in cui il flusso d'aria si separa dall'ala in corrispondenza dell'onda d'urto) con elevati carichi aerodinamici su ali e fusoliera. Il longherone principale dell'ala si spezzò alla radice e le ali si piegarono istantaneamente all'indietro.
Dopo la perdita del secondo prototipo, il VW120, il terzo realizzato, rimase l'unico Swallow, versione finale basata sul nuovo caccia Vampire F.5 costruito ad Hatfield, che manteneva il muso allungato ed il tettuccio del precedente prototipo. Per cercare di ovviare alle oscillazioni di beccheggio all'origine dei primi disastri, vennero introdotti degli equilibratori attuati elettricamente. La motorizzazione venne affidata al Goblin 4, una versione più potente che garantiva 3 738 lb (16,67 kN) di spinta e che garantiva al DH.108 di raggiungere una velocità supersonica. Il VW120 venne portato in volo per la prima volta il 24 luglio 1947 ai comandi dei John Cunningham, asso dei caccia notturni del periodo bellico.
Considerato come un importante banco prova per i test in volo ad alte velocità, il VW120 fu rimesso in servizio per tentare di battere il record mondiale di velocità (991 km/h) fino ad allora detenuto dal Gloster Meteor. L'intenzione era di utilizzare il secondo prototipo, TG306, come aereo di riserva, ma andò distrutto. Il 12 aprile 1948, il VW120 stabilì un nuovo record a 974,02 km/h in un circuito di 100 km. Si ritiene anche che il 9 settembre 1948 John Derry, durante una manovra di affondata dai 40 000 ai 30 000 ft, abbia superato la velocità del suono.
Il 15 febbraio del 1950, il VW120 precipitò vicino a Brickhill, nel Buckinghamshire, uccidendo il pilota, Stuart Muller-Rowland. L'analisi dell'incidente imputò la causa al malfunzionamento dell'impianto di ossigeno che, smettendo di funzionare, incapacitò il pilota.
Infine, il 1º maggio 1950, anche il primo prototipo TG283 andò perso mentre eseguiva prove di stallo e scivolate d'ala a bassa velocità. Dopo essere entrato accidentalmente in una vite piatta rovescia a bassa quota, il pilota, George E.C. Genders, si lanciò con il paracadute (che però non fece in tempo ad aprirsi completamente), rimanendo ucciso. In tutto furono 480 i voli compiuti dai tre prototipi.

## Utilizzatori
Regno Unito
- Royal Aircraft Establishment